# Сигма (катер)
«Си́гма» — специальный моторный катер, предназначенный для служебных целей, оперативного обслуживания парусных регат и различных видов спортивных соревнований в условиях морских заливов, водохранилищ и крупных озёр с высотой волны до 4 метров и силы ветра до 5 баллов и удалением до 15 км от берега. Проект 352; ОСТ 62-146-86.
Катер «Сигма» был задействован на XXII Всесоюзных соревнованиях по водно-моторному спорту на приз журнала «Катера и Яхты» в 1988 году в городе Клайпеда.
Этот катер пришёл на смену катеру «Ритм», выпускавшемуся до него около десяти лет на Ленинградском экспериментальном заводе спортивного судостроения. В свою очередь на смену катеру «Сигма» пришёл катер «Ленинград».

Катер имеет умеренно-килеватые (до 15,5°) обводы корпуса.
Для перевозки парусных досок, мачт по левому борту катера сделаны специальные стойки.

Стеклопластиковый корпус формуется из трёх секций: собственно корпуса, секции палубы и рубки. Весь набор корпуса, в том числе и коробчатый стрингер — стеклопластиковые.— 
.
Катер «Сигма» выпускался Ленинградским экспериментальным заводом спортивного судостроения только по заказам организаций и на экспорт. После распада СССР катер приобрёл популярность у населения для рыбной ловли, водных прогулок, путешествий, развлечений.
| Технические характеристики             | Показатели    |
| -------------------------------------- | ------------- |
| Длина наибольшая, м                    | 6,1           |
| Ширина наибольшая, м                   | 2,26          |
| Высота борта на миделе, м              | 1,02          |
| Осадка наибольшая, м                   | 0,67          |
| Грузоподъёмность, кг                   | 500           |
| Пассажировместимость, чел.             | 5             |
| Двигатель                              | «М8ЧСПУ-100»  |
| Максимальная мощность двигателя, л. с. | 90            |
| Скорость при полной нагрузке, км/ч     | 42            |
| Скорость с одним водителем, км/ч       | 45            |
| Автономность плавания, км              | 180           |
| Материал корпуса                       | стеклопластик |

Эксплуатация катера допускается при удалении от берега до 3 км и при высоте волны до 1,2 м.